# لیا اسمیت
لیا اسمیت (انگلیسی: Leah Smith؛ زادهٔ ۱۹ آوریل ۱۹۹۵) یک شناگر اهل ایالات متحده آمریکا است.
وی در مسابقات کشوری و بین‌المللی در مجموع برنده ۴ مدال طلا، ۱ مدال برنز شده‌است.